# マンダラーティエリー競技場
マンダラーティエリー競技場（マンダラーティエリーきょうぎじょう、မန္တလာသီရိ အားကစားကွင်း）は、ミャンマーのマンダレーにある多目的競技場。2013年開業。収容人数は30,000席。2003年に東南アジア競技大会の女子サッカー競技が開催された。
マンダラーティエリー競技場はネピドーのウンナ・テイディ・スタジアムやザヤルティエリー・スタジアムと同様のデザイン設計が使用されている。これら3つの競技場はすべて、2013年東南アジア競技大会で使用された。